# Campeonato Sub-17 de la AFC 1996
El Campeonato Sub-17 de la AFC de 1996 se llevó a cabo en Chiang Mai, Tailandia del 18 de septiembre al 1 de octubre y contó con la participación de 10 selecciones infantiles de Asia provenientes de una fase eliminatoria.
Omán venció en la final al anfitrión Tailandia para conseguir su primer título de la categoría.

## Fase de grupos

### Grupo A
| País          | Pts | J | G | E | P | GF | GC |
| ------------- | --- | - | - | - | - | -- | -- |
| Omán          | 10  | 4 | 3 | 1 | 0 | 12 | 4  |
| Japón         | 10  | 4 | 3 | 1 | 0 | 13 | 6  |
| Corea del Sur | 4   | 4 | 1 | 1 | 2 | 7  | 8  |
| Kuwait        | 3   | 4 | 1 | 0 | 3 | 5  | 9  |
| Uzbekistán    | 1   | 4 | 0 | 1 | 3 | 2  | 12 |

septiembre 18
| Japón | 2 - 2 | Omán |

| Kuwait | 1 - 3 | Corea del Sur |

septiembre 20
| Japón | 3 - 2 | Corea del Sur |

| Uzbekistán | 1 - 6 | Omán |

septiembre 22
| Omán | 3 - 1 | Corea del Sur |

| Uzbekistán | 0 - 2 | Kuwait |

septiembre 24
| Japón | 5 - 2 | Kuwait |

| Corea del Sur | 1 - 1 | Uzbekistán |

septiembre 26
| Omán | 1 - 0 | Kuwait |

| Uzbekistán | 0 - 3 | Japón |

### Grupo B
| País      | Pts | J | G | E | P | GF | GC |
| --------- | --- | - | - | - | - | -- | -- |
| Tailandia | 10  | 4 | 3 | 1 | 0 | 15 | 3  |
| Baréin    | 9   | 4 | 3 | 0 | 1 | 13 | 7  |
| China     | 4   | 4 | 1 | 1 | 2 | 5  | 10 |
| Irán      | 3   | 4 | 1 | 0 | 3 | 5  | 8  |
| India     | 3   | 4 | 1 | 0 | 3 | 6  | 16 |

septiembre 17
| China | 2 - 0 | Irán |

| Tailandia | 7 - 0 | India |

septiembre 19
| Baréin | 3 - 2 | India |

| Tailandia | 3 - 0 | Irán |

septiembre 21
| Baréin | 6 - 0 | China |

| India | 1 - 4 | Irán |

septiembre 23
| Baréin | 2 - 4 | Tailandia |

| India | 3 - 2 | China |

septiembre 25
| Irán | 1 - 2 | Baréin |

| Tailandia | 1 - 1 | China |

## Fase final

### Semifinales
septiembre 29
| Omán | 1 - 0 | Baréin |

| Tailandia | 1 - 0 | Japón |

### Tercer lugar
octubre 1
| Baréin | 0 - 0 (4 PK 1) | Japón |

### Final
octubre 1
| Omán | 1 - 0 | Tailandia |

## Campeón
| Campeonato Sub-17 de la AFC 1986 |
| -------------------------------- |
| Bandera de Omán                  |
| Omán 1º Título                   |

## Clasificados al Mundial Sub-17
| - Omán | - Tailandia | - Baréin |